# Марк Беннінґа
Марк Беннінґа (нід. Marc Benninga, 15 лютого 1961) — нідерландський хокеїст на траві.
Бронзовий призер Олімпійських Ігор 1988 року.
Чемпіон світу 1990 року.